# Бзово (Куявсько-Поморське воєводство)
Бзово (пол. Bzowo) — село в Польщі, у гміні Варлюбе Свецького повіту Куявсько-Поморського воєводства.
Населення — 473 особи (2011).
У 1975-1998 роках село належало до Бидгощського воєводства.

## Демографія
Демографічна структура станом на 31 березня 2011 року:
|          | Загалом | Допрацездатний вік | Працездатний вік | Постпрацездатний вік |
| -------- | ------- | ------------------ | ---------------- | -------------------- |
| Чоловіки | 246     | 54                 | 170              | 22                   |
| Жінки    | 227     | 36                 | 134              | 57                   |
| Разом    | 473     | 90                 | 304              | 79                   |